# 城市项目基金会
“城市项目”基金会（俄语：Городски́е прое́кты），也被称为“城市项目”基金会，是由俄罗斯政治家马克西姆·卡茨和俄罗斯记者伊利亚·瓦尔拉莫夫于2012年创建的俄罗斯非营利组织， 并于2022年3月停止活动。 该基金会旨在通过使用现代新都市主義数据来改善城市环境。该基金会在莫斯科监督了几项举措，这些举措得到了当局的不同反应，它还在俄罗斯许多地区开展了工作。
2019年，该组织成员达里娅·贝塞迪纳当选为第七届莫斯科市杜马代表。 2020年，“城市项目”托木斯克负责人大卫·阿维特扬成为托木斯克市杜马代表，“城市项目”萨马拉负责人瓦迪姆·阿列克谢耶夫成为萨马拉十月区议会代表。

## 创建

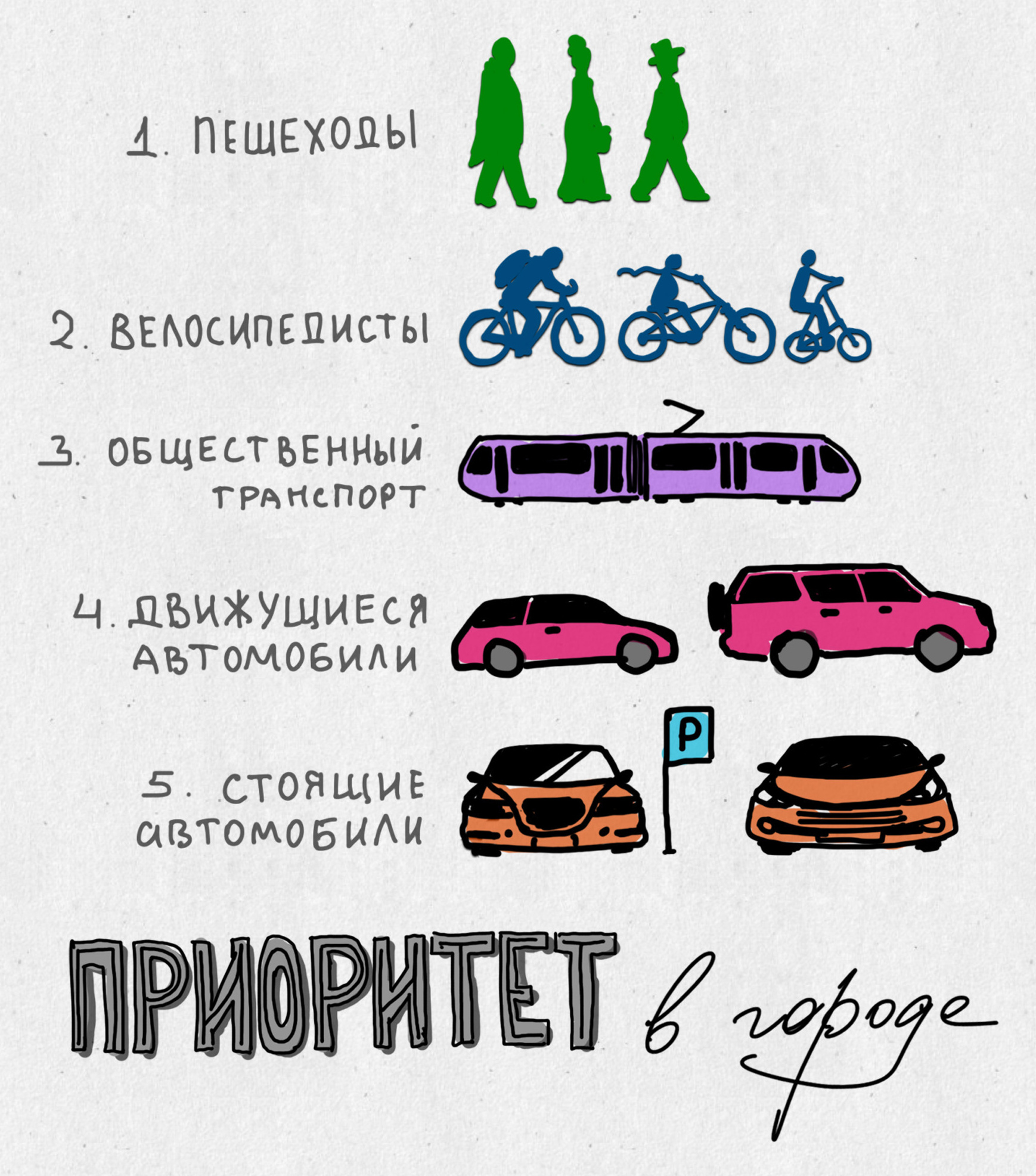
该基金会视角下的城市优先事项

该基金会是在伊利亚·瓦尔拉莫夫未能收集到足够的签名以竞选鄂木斯克市长后成立的。 最初，瓦尔拉莫夫的团队计划重建街道并改变城市的整体建筑外观，但在该想法失败后，决定首先在莫斯科开始类似的活动。 后来当选市长的维亚切斯拉夫·德沃拉科夫斯基支持瓦尔拉莫夫的想法，他在竞选前的讲话中表示，他准备实施他的项目。
2012年6月4日，该项目启动。 卡茨和瓦尔拉莫夫宣布，他们计划就莫斯科特维尔大街的外观、景观美化、街道家具的摆放等提出建议。他们计划举办讲座、翻译书籍、制作和分发视觉材料。
第一个宣布的举措是：
- 在特维尔大街上放置街道烟灰缸，
- 研究和制定改善特维尔大街步行基础设施的建议，
- 准备在莫斯科举办狂欢节，
- 研究和制定一个项目，以改变舒金诺地区的街道、公共交通路线、公园、庭院和广场。

与此同时，伊利亚·瓦尔拉莫夫解释了确定和实施任务的程序，如下所示：

有两种方法可以实现：第一种是我们提供想法并为其筹集资金，第二种是居民的建议。任何城市的居民都可以向我们提供一些有趣的想法，我们将尝试帮助他们用我们的工具来实施、发展或支持它。
——伊利亚·瓦尔拉莫夫
“项目”由赞助和众筹共同资助。同样在2012年，莫斯科市政府信息中心计划在没有资金的情况下成为该基金会的信息赞助商。 根据该基金会2017年和2018年上半年的报告，该基金会的收入约为310万卢布，其中250万卢布为私人捐款，4万卢布为圣彼得堡的定向捐款，42.4万卢布为创始人的贷款，6.3万卢布来自书籍销售，3.7万卢布来自“项目”符号产品的销售。 “城市项目”总共收到2619笔捐款，平均金额为952卢布。
2017年12月至2018年4月，该基金会的执行董事是彼得·伊万诺夫。

## 莫斯科的活动
在每个项目启动之前，都会在志愿者的参与下进行实地研究：研究行人流量，研究行人行为。 使用了著名城市学家的研究数据：扬·盖尔、维坎·维奇克等人。
为了考察欧洲城市，以及寻找一位能够为舒金诺的倡议提供建议的建筑师，瓦尔拉莫夫和卡茨进行了一次欧洲考察。马克西姆·卡茨声称莫斯科市长办公室将赞助这次旅行， 但政府信息中心否认了有关资金支持的信息。据该中心副主任格奥尔基·普罗科波夫称，该协议仅涉及对考察的信息支持。
在考察期间，特别关注了步行和自行车基础设施、舒适公共交通的组织以及街道改善的细节。根据考察结果，发布了视频报告。

### 改善舒金诺区

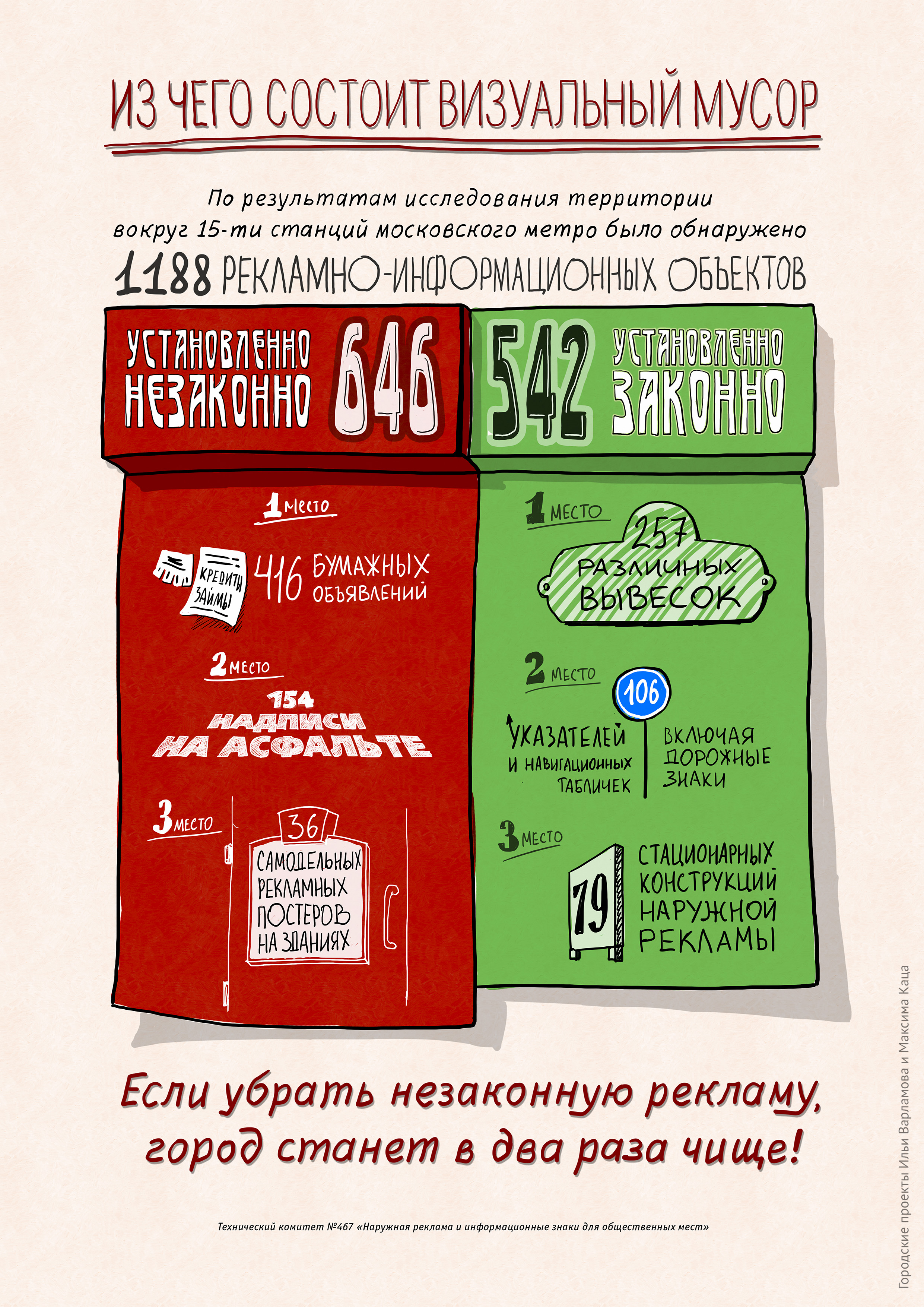
关于视觉混乱的海报

该基金会的首次研究是在舒金诺区进行的。 该地区人们活动的数据使市政议会相信购买了500张街道长椅。在舒金诺区进行研究时，该基金会的志愿者发现了人行路线和人行横道的安排问题。 每天有多达700人在舒金斯卡娅街的同一点过马路。收集到的信息说服地方当局在这一点上画了一条“斑马线”。
改善该地区的另一个方向是打击非法广告。通过向地方当局和非法广告商本身施压，视觉混乱的数量减少了。
马克西姆·卡茨一再强调改善街道基础设施的必要性：

— 如果一栋房子里住着三百个上班族，而一个无家可归的人在院子里闲逛，那么所有三百个居民都会觉得院子里只有无家可归的人。因为无家可归的人一天24小时都在街上，而上班族一天只花5分钟。有必要创建一个舒适的街道基础设施，以便让普通人走上街头：街头咖啡馆、溜冰场、长椅、桌子、免费无线网络、户外电影院。
——马克西姆·卡茨
为了实现“城市项目”的一部分，舒金诺制定了一个瓦西列夫斯基元帅街休闲区的项目。该基金会志愿者的研究表明，人们需要开发这个地区用于休闲活动。该项目包括以圆形剧场形式下降的长椅设计空间、改变草坪覆盖物、将售货亭合并到一个共同的贸易区、安装桌子和遮篷以提供遮雨的地方。 据报道，该倡议得到了西北区行政长官的支持。

### 禁止在特维尔大街的人行道上停车

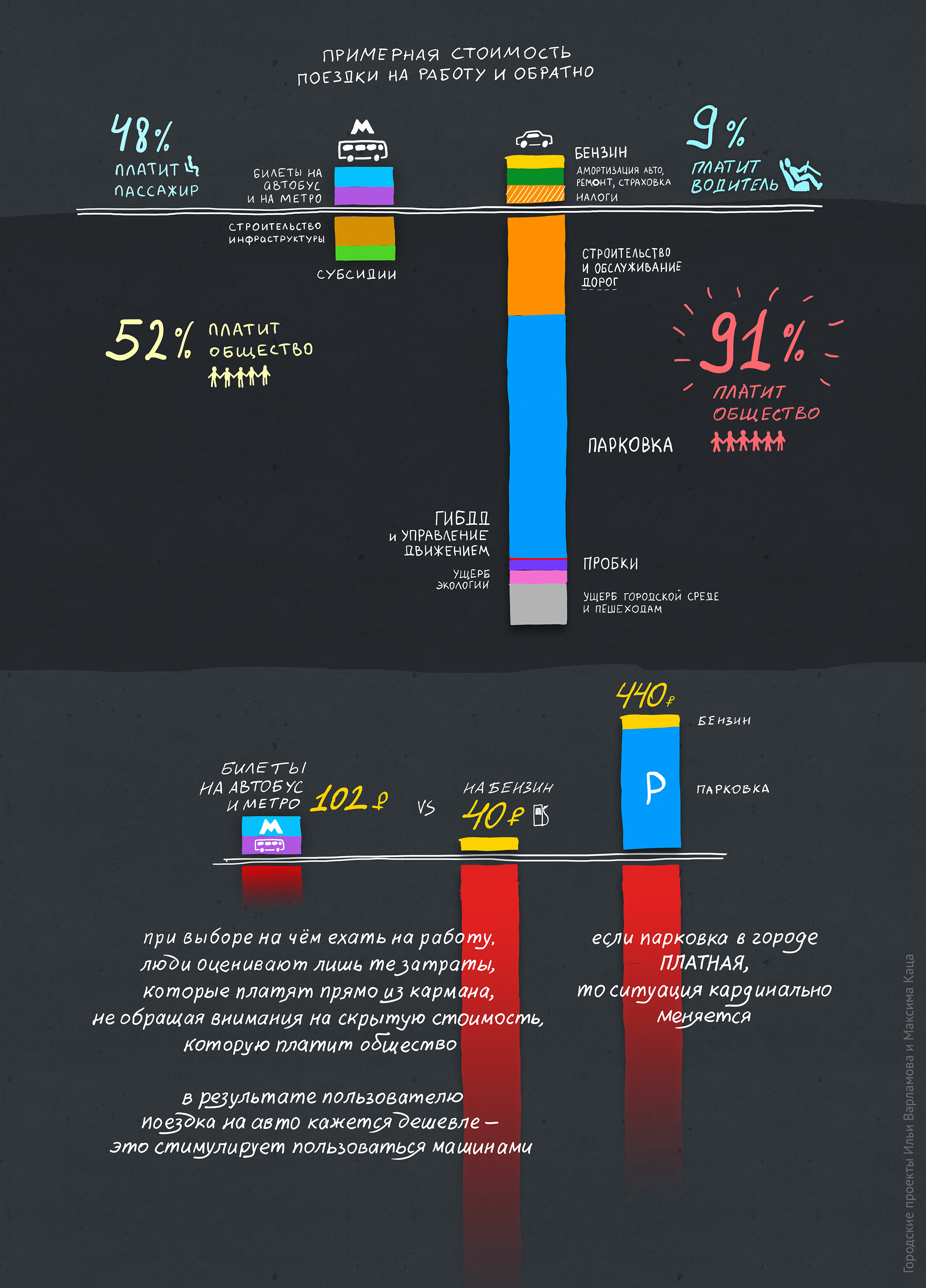
来自“以人为本的城市”展览的信息图表

“城市项目”基金会积极倡导禁止在人行道上停车，发展公共交通、自行车和行人基础设施，而不是拓宽汽车道路。
甚至在“城市项目”启动之前，马克西姆·卡茨就发表了他对特维尔大街上行人和驾车者之间空间分配的评估：驾车者占人行道使用者的1%，而他们占据了67%的空间。 随着基金会的成立，可以对特维尔大街的情况进行更详细的研究。其结果发表在伊利亚·瓦尔拉莫夫和马克西姆·卡茨的博客上。
2012年10月12日，特维尔大街人行道上的停车标记被擦除，停放的汽车开始被拖车拖走。据跨地区公共组织“城市与交通”的联合主席安东·布斯洛夫称，这一决定是在当局熟悉了“城市项目”的报告后做出的。
马克西姆·卡茨将市长办公室的决策过程描述如下：

我们详细研究了通常有多少辆车停在那里，以及有多少行人步行。我们公布了这些数据，我将这些数据交给了负责交通的副市长马克西姆·利克苏托夫。我告诉他：“把这些都删掉怎么样，因为我们要印刷2万张传单，并在街上分发。然后人们会提出要求，你反正会把它删掉。”他在“交通时间”上根据这些材料向索比亚宁做了介绍。第二天晚上，从普希金斯卡娅到马涅日纳娅的所有人行道上的停车场都被清除了。
——马克西姆·卡茨
随后对莫斯科市民进行的一项调查显示，人们赞成禁止在人行道上停车：近75%的受访者对允许在人行道上停车持“负面”和“相当负面”的评价，只有13%的人持“正面”和“相当正面”的评价。此外，76%的调查参与者支持市政府取消特维尔大街停车场的决定。

### 特维尔大街上的烟灰缸
“城市项目”的志愿者对特维尔大街上吸烟者的行为进行了研究。在这里，与其他基金会研究一样，使用了扬·盖尔的方法。 在特维尔大街上，选择了8个点，在每个点，每小时的15分钟内，统计吸烟者的数量、扔在沥青上的烟蒂数量和扔进垃圾桶的烟蒂数量。
在进行研究的同时，启动了一个安装烟灰缸的项目。附在杆子上的烟灰缸的设计是由Art. Lebedev Studio开发的。 瓦尔拉莫夫表示，“城市项目”将在当局不知情的情况下安装烟灰缸。
该倡议类似于非营利组织减少乱扔烟头的运动：根据他们的经验，类似的措施导致烟头数量平均减少了54%。 然而，政府官员对这一举措反应消极，称其为公关噱头，并表示，由于安全原因，禁止未经授权安装烟灰缸。

### 以人为本的城市展览
2012年11月17日至26日，以A. V. 舒谢夫命名的国立建筑博物馆举办了“以人为本的城市”城市项目展览。 它展示了“城市项目”的研究成果。展览突出了城市的主要问题，并展示了改善城市环境的方法。
为参观展览的观众举办了一系列讲座和讨论会。城市环境专家、莫斯科官员和反对派组织的参与者出席了会议。演讲者包括莫斯科首席建筑师谢尔盖·库兹涅佐夫， RosZHKH项目协调员德米特里·列文涅茨， 莫斯科地铁总经理彼得·伊万诺夫 等人。

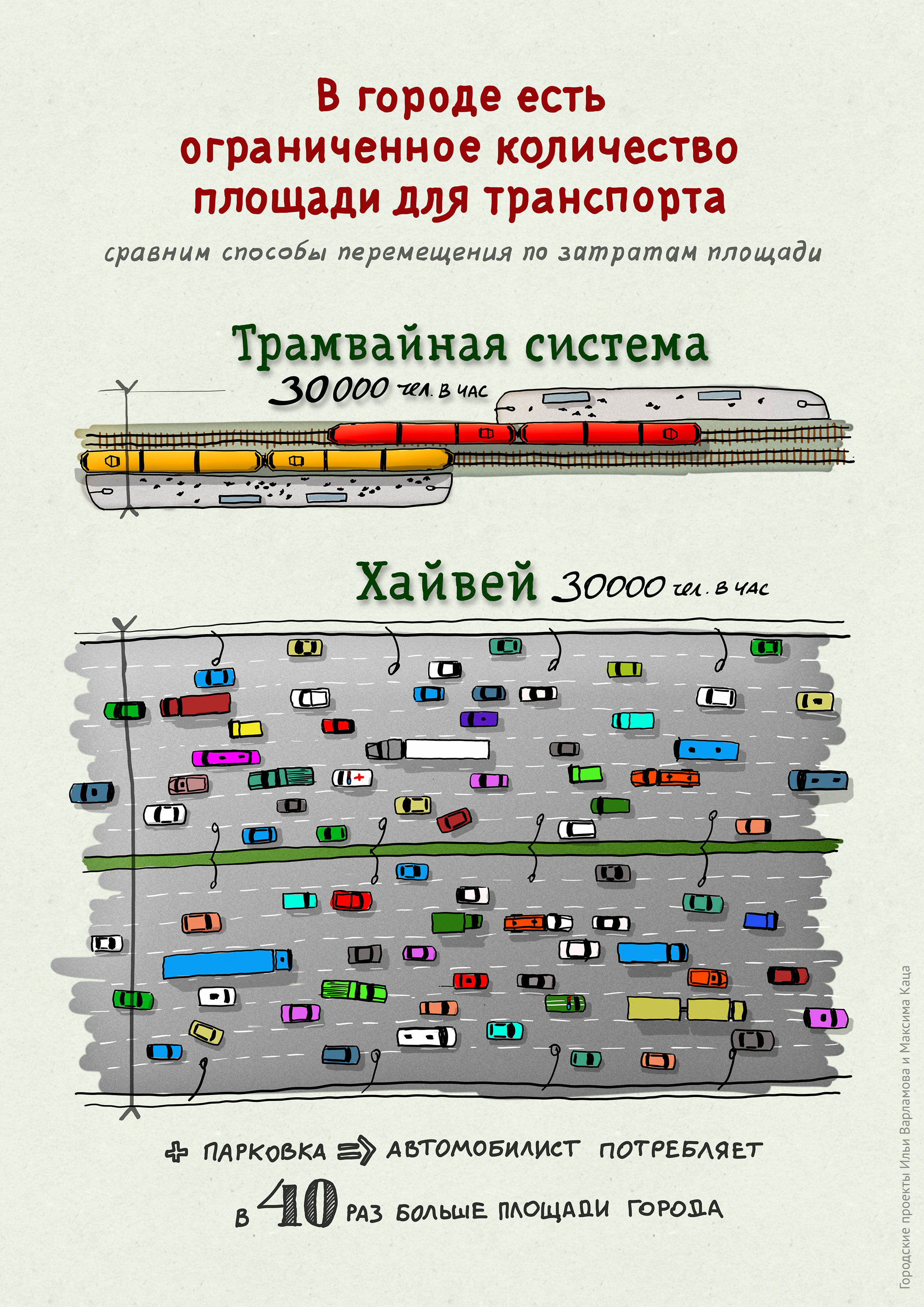
关于公共交通的优势——“以人为本的城市”展览的海报

博物馆馆长伊琳娜·科罗比纳将这次展览描述为博物馆空间生活的新阶段，也是在博物馆内构建讨论平台的试点项目。

### 地铁线路图
莫斯科交通局与“城市项目”一起宣布了一项为创建新的莫斯科地铁线路图而举办的竞赛， 该线路图将于2013年出现在车厢内。该基金会编制了一份文件，其中包含对新线路图的要求。 特别是，该线路图首次将包括多个选项：一个紧凑的版本，用于车厢，以及一个更完整的版本，放置在车站。 该线路图特别注意了有关其他干线运输方式及其换乘的信息。这些要求还包括地铁网站上提供QR码、指示停车换乘场的位置以及为残疾人改建的车站的特殊标记。
作品的选择由该基金会组成的评选委员会进行。其成员包括Yandex Maps设计开发组负责人安德烈·卡尔马茨基、德国铁路运输专家罗伯特·施万德尔、莫斯科交通局局长顾问阿列克谢·米特亚耶夫等人。 2013年1月，在交通局网站上进行了在线投票， 阿特米·列别捷夫工作室的项目赢得了投票。

### 胜利广场上的集会

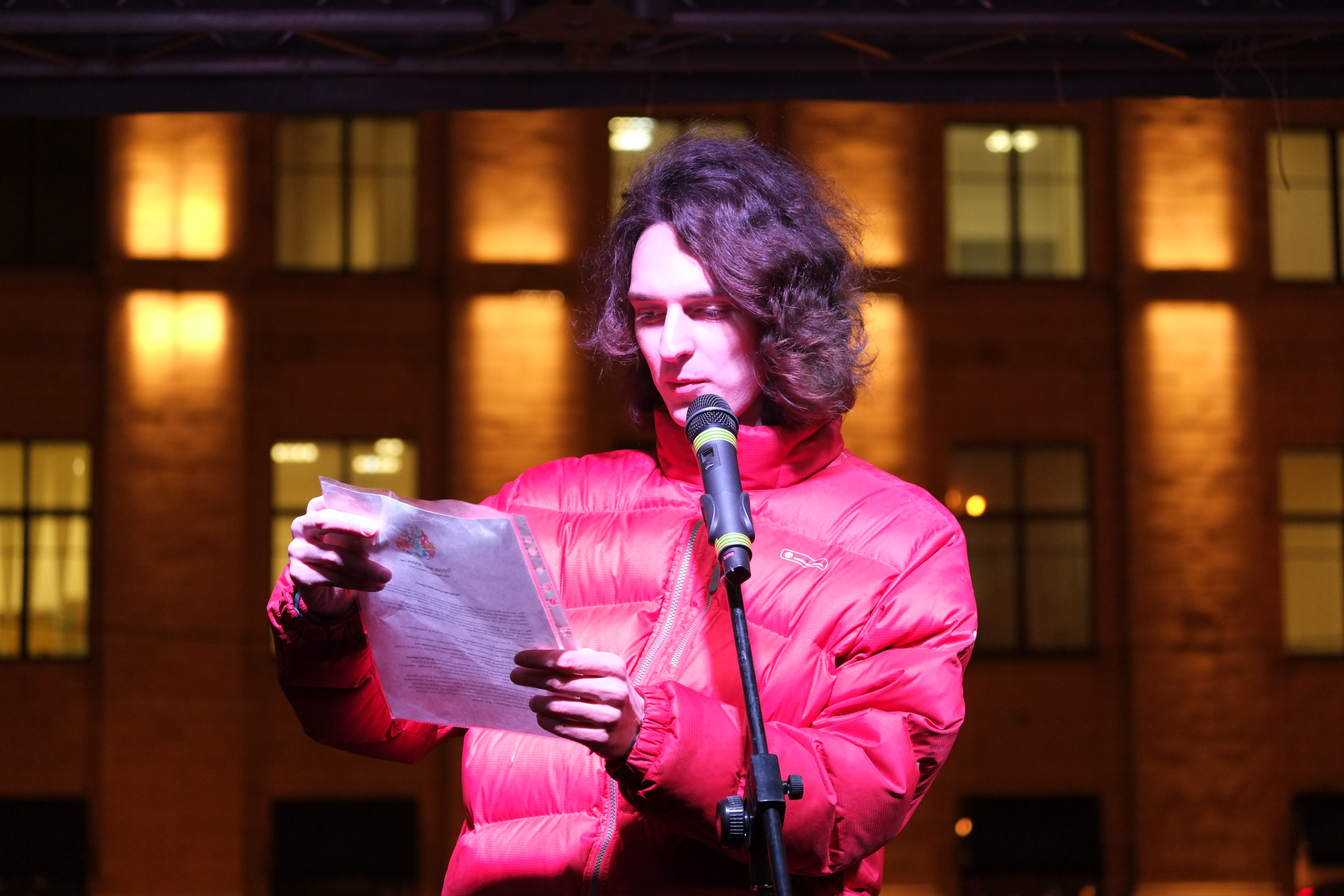
马克西姆·卡茨宣读反对重建胜利广场的集会决议

“城市项目”准备并举行了一场反对重建胜利广场的集会。集会于2013年11月28日在胜利广场举行，据估计，有70至198人参加了集会。 集会参与者反对重建项目，该项目涉及在招标的基础上吸引承包商，招标的主要标准是工程的成本和时间，而没有举行相应的专业建筑竞赛。 除了马克西姆·卡茨和伊利亚·瓦尔拉莫夫之外，莫斯科历史学家亚历山大·乌索尔采夫也在集会上发表了讲话。 随后，莫斯科当局决定取消已经举行的招标结果，并举行建筑竞赛。

### 保护无轨电车的运动
2016年春季，“城市项目”组织了一场保护莫斯科无轨电车的运动。几个月来，收集了超过17,000个 签名，以支持这种便捷、环保的交通方式，这些签名被打印出来并提交给了莫斯科市长办公室。 该运动筹集了超过250万卢布的捐款，用于在广播中做广告，并在街道和公共交通工具上分发报纸， 许多媒体都积极报道了这一倡议。 然而，直到今天，交通局的承诺都没有兑现，莫斯科的无轨电车在2020年被拆除。

### 交通事故地图
2020年，“城市项目”加入了非营利项目Карта ДТП（俄语中的“交通事故地图”）的团队， 该项目根据国家交通监察局发布的开放数据，在地图上直观地显示交通事故热点地区。

### 出版《给您所在城市市长的100条建议》一书
2020年3月，“城市项目”出版了《给您所在城市市长的100条建议》一书，其中包含了发展城市和改善城市居民生活的建议。出版该书的资金（超过200万卢布）是通过众筹筹集的。 该基金会开设了“教育官员”网站，您可以在该网站上购买书籍并将其发送给俄罗斯各地区的官员。

### 花园环路的有轨电车项目
“城市项目”制定了一个花园环路的有轨电车路线，这条路线历史上就在那里运行。 根据该计划，有轨电车线路应位于车行道的中心，这将使街道的通行能力从目前的每小时1570人增加到15000人。

### 以久津诺区为例进行更好的翻新
2021年2月，该基金会与城市项目中心“Shtab”和久津诺总部一起，为莫斯科久津诺区制定了一个替代性的翻新项目。 该项目的实施将使该地区的公园得到保护，并使主要为低层建筑的建筑得到保护。

### 将涅格林纳亚河带回地面
2021年3月，该基金会网站上发布了一个将涅格林纳亚河河道带回地面的项目（目前该河道被移除到管道中）。 据该基金会创始人之一伊利亚·瓦尔拉莫夫称，将这条河流从地下排水渠中带回地面，可以改变莫斯科历史中心的外观和功能， 并吸引更多游客前往首都。 瓦尔拉莫夫以首尔市为例说明了这样一个成功的项目，首尔市将清溪川的河道恢复了地面，该河道曾在一条高速公路下的管道中运行了30年。

## 其他地区的活动

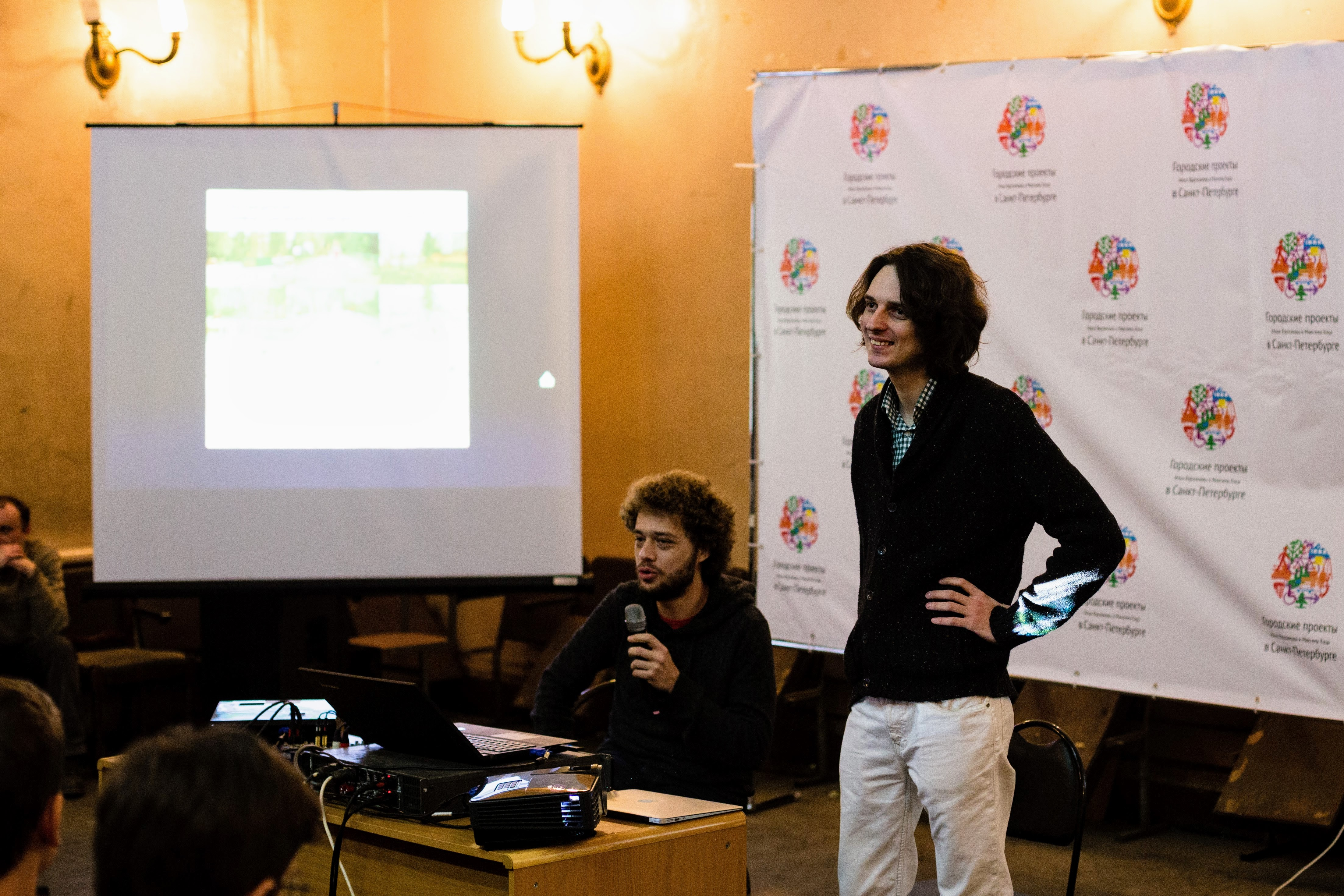
马克西姆·卡茨和伊利亚·瓦尔拉莫夫在圣彼得堡“城市项目”分部开幕式上，2014

虽然“城市项目”基金会的活动集中在莫斯科，但其创建者在工作之初就表示，他们准备为现有的地区项目提供法律和信息支持。 因此，在2014年底，瑟克特夫卡尔活动家帕维尔·萨夫罗诺夫在圣彼得堡成立了该基金会的一个分支机构。

### 联邦网络
2020年，该基金会在俄罗斯联邦各构成实体的首府城市和少数几个城市开设了地区分支机构网络，并在几个月内聚集了超过1万名支持者，并在每个地区分支机构举行了负责人选举。一年来，该基金会在全国100个城市设立了办事处，支持者人数达到2万人。
2022年3月4日，所有分支机构的工作无限期暂停。到分支机构暂停时，该基金会的支持者人数已超过3万人， 其中近4000人来自莫斯科。

### 圣彼得堡“Zarosli”公园发展理念
圣彼得堡当局计划在瓦西里耶夫斯基岛马卡罗夫堤岸的一块荒地上修建一条高速公路，  而“城市项目”的圣彼得堡分部提议创建一个新的城市公园“Zarosli”。 收集了4000多个签名来创建公园， 交通模拟显示，修建公路甚至会使交通状况恶化。

### 研究和已实施的建议
2021年3月，该基金会的支持者对伊尔库茨克的谢多夫街进行了一项研究，根据研究结果，在音乐剧院附近设置了一个规范的人行横道，这减少了行人违反交通规则的数量。
在秋明，在该基金会的支持者向市政府报告了约100个路缘石不符合高度标准后，这些路缘石被降低了。
该基金会在叶卡捷琳堡的分支机构研究了马雷舍瓦街的汽车停车情况，发现几辆停放不当的汽车每天都会干扰约6500人。 在媒体公布研究信息一天后，人行道被混凝土半球封锁，不允许停车。 2021年底，市政府同意用护柱封锁该市另外六个公交车站。

### 支持电动交通的地区运动
2020年7月，该基金会在布良斯克的支持者收集签名，以支持购买新的无轨电车车辆，并反对计划中的线路网络变更。 市政府官员拒绝进行更改，2022年开始更新该市的无轨电车车队。
2021年3月，在开展了一场保卫库尔斯克有轨电车的运动后， 库尔斯克州州长罗曼·斯塔罗沃伊特指示开始进行有轨电车基础设施的重建、维修和建设的设计工作。

## 开展竞选活动

### 2013年 — 莫斯科市长选举
2013年，该基金会主任马克西姆·卡茨担任候选人阿列克谢·纳瓦尔尼的竞选总部副主任。 据卡茨说，他并不是“城市项目”团队中唯一加入总部的人：“我们参加了阿列克谢·纳瓦尔尼的选举——很明显，这是一场关于政治而不是城市议程的选举”。 在竞选活动结束时，由于与纳瓦尔尼发生冲突，卡茨离开了总部。 据纳瓦尔尼说，卡茨反对在选举失败的情况下进行抗议。根据另一种说法，原因是叶卡捷琳娜·帕蒂利纳（截至2022年——卡茨的妻子）与总部负责人列昂尼德·沃尔科夫之间发生冲突。
这次竞选活动的一个特点是安装了1000多个 所谓的“立方体”——快速组装的四面宣传架，在旁边进行宣传活动。 根据竞选结果，阿列克谢·纳瓦尔尼在第一轮选举中以27.24%的得票率落败。

### 2014年 — 莫斯科市杜马选举
对于2014年的莫斯科市杜马选举，“城市项目”计划建立一个总部来支持独立候选人。然而，这个想法没有得到其他反对派势力的支持。 结果，该基金会主任马克西姆·卡茨作为自荐候选人参加了选举。

### 2017年 — 莫斯科市政选举
2017年，该基金会主任马克西姆·卡茨与德米特里·古德科夫一起组织了一个总部，以支持独立的市政代表候选人，该总部被称为“政治优步”。

### 2019年 — 圣彼得堡市政选举、莫斯科市杜马选举
2019年2月，“城市项目”宣布参加圣彼得堡市政选举，并开设了“圣彼得堡改造总部”。该项目提供了改造圣彼得堡公共空间、堤岸、庭院、广场和街道的初步设计方案，并呼吁居民参加市政选举。
马克西姆·卡茨被任命为“亚博卢”党总部负责人，所有在“城市项目”号召下提名的候选人都代表该党参加了选举。99名“亚博卢”候选人成为代表。
在圣彼得堡市政选举的同时，“城市项目”为莫斯科市杜马进行了两次竞选活动：达里娅·贝塞迪纳（8区）和阿纳斯塔西娅·布柳哈诺娃（42区）。 马克西姆·卡茨于2019年2月17日宣布在莫斯科市杜马开始竞选活动，目标是推动拆除莫斯科建造的高速公路的议程（8区被其中一条高速公路——列宁格勒大街穿过）。贝塞迪纳于2019年9月8日成为第七届莫斯科市杜马代表， 她代表“亚博卢”党参选，并进行了一场大规模的竞选活动，竞选活动是在围绕莫斯科市杜马选举的政治抗议活动的背景下进行的。

### 2020年 —  地区市杜马选举
2020年，“城市项目”在俄罗斯联邦各地区市杜马选举中支持了63名持城市主义观点的候选人。七名支持的候选人成为代表。

### 2021年 —  国家杜马选举和莫斯科市杜马选举
2021年，“城市项目”开展了两次竞选活动：作为国家杜马代表候选人，该基金会员工阿纳斯塔西娅·布柳哈诺娃参选， 在莫斯科市杜马候选人的补选中，彼得·卡尔马诺夫参加了竞选。
```
这次选举的特点是首次使用了远程电子投票系统。布柳哈诺娃的总部工作人员声称，使用远程电子投票系统是选举失败的原因，因为远程电子投票的结果与投票箱中离线投票的结果存在显著差异，还报告了统计异常。
[
113
]
```

### 2022年 — 莫斯科市政选举
2021年，“城市项目”宣布了一项支持莫斯科市独立的市政代表候选人的运动，类似于2017年的“联合民主党人”项目。

## 链接
- “城市项目”
- YouTube上的“城市项目”